# Hyperion (berg- och dalbana)
Hyperion är en berg- och dalbana i stål som befinner sig på nöjesfältet Energylandia i Zator, Polen.
Den är tillverkad av Intamin Amusement Rides och hade premiär den 14 juli 2018.
Hyperion är Europas näst högsta och näst snabbaste berg- och dalbana.